# Monarchie jamaïcaine
La monarchie jamaïcaine est le régime politique en vigueur en Jamaïque, dont le chef d'État est un monarque désigné selon le principe héréditaire. Les termes « Couronne du chef de la Jamaïque », « Sa Majesté du chef de la Jamaïque » ou « Le Roi du chef de la Jamaïque » sont aussi utilisés pour désigner l'ensemble du gouvernement de la Jamaïque.
Le monarque actuel est le roi Charles III — officiellement titré roi de Jamaïque — qui règne depuis le 8 septembre 2022. Lui et les autres membres de la famille royale assument diverses fonctions publiques et privées en Jamaïque, et au nom du pays à l'étranger. Cependant, le roi est le seul membre de la famille royale à jouir d'un rôle constitutionnel, détenant l'autorité exécutive ultime, bien que sa prérogative royale reste liée aux lois qu'il a promulguées au Parlement et aux conventions, laissant l'exercice quotidien du pouvoir exécutif à son Cabinet. Si plusieurs fonctions doivent être remplies spécifiquement par le monarque, la plupart des pouvoirs constitutionnels du roi sont exercés par son représentant, le gouverneur général de la Jamaïque.
Le monarque jamaïcain, en plus de régner sur la Jamaïque, exerce séparément la fonction de monarque pour chacun des quatorze autres royaumes du Commonwealth. Cette situation résulte de l'ancienne relation coloniale de ces pays avec le Royaume-Uni. S'ils partagent le même souverain, les royaumes du Commonwealth sont aujourd'hui des États indépendants les uns des autres, chacun possédant sa propre Couronne. Ainsi, bien que la monarchie jamaïcaine soit fortement liée à la monarchie britannique, elle a évolué pour devenir une institution distinctement jamaïcaine, disposant de ses propres symboles et pouvoirs.

## Aspects internationaux et nationaux

### Royaume du Commonwealth
Le monarque de Jamaïque a la particularité de régner sur un total de quinze royaumes appelés royaumes du Commonwealth, dont le Royaume-Uni, ce qui signifie que la monarchie jamaïcaine a un caractère à la fois distinct et partagé,. En effet, il s'agit d'États souverains indépendants les uns des autres. La monarchie est donc une institution exclusivement jamaïcaine, bien qu'elle soit souvent assimilée à la monarchie britannique dans le langage journalistique et courant pour des raisons historiques, politiques et de commodité. En tant que chef de l'État jamaïcain, le monarque agit uniquement sur avis des ministres de la Couronne jamaïcains. Depuis l'accession du pays à l'indépendance (1962), le gouvernement du Royaume-Uni ne peut conseiller le monarque sur les questions relatives à la Jamaïque.
Compte tenu de ces dispositions, il est considéré comme impossible pour le monarque de Jamaïque d'envoyer un ambassadeur dans un pays dont il est également le monarque, ce qui reviendrait à envoyer un ambassadeur à lui-même. Au lieu de cela, des hauts-commissaires représentent un gouvernement du Commonwealth auprès d'un autre.

### Titre du monarque

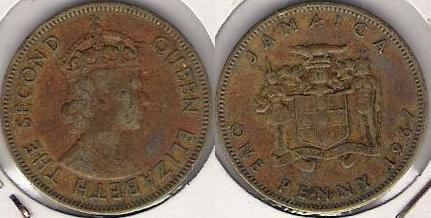
Pièce d'un penny jamaïcain (1967) représentant la reine Élisabeth II.

Si plusieurs monarques britanniques ont régné sur la Jamaïque, aucun ne portait le titre spécifique et distinct de « monarque de Jamaïque » avant l'indépendance du pays. En 1962, un nouveau titre royal est adopté, afin de préciser que le monarque intervient en sa qualité de chef d'État de Jamaïque et non en celle de monarque du Royaume-Uni. Le titre du roi Charles III est actuellement le suivant :
« Charles the Third, by the Grace of God, King of Jamaica and of His other Realms and Territories, Head of the Commonwealth. »
« Charles Trois, par la grâce de Dieu, roi de Jamaïque et de ses autres royaumes et territoires, chef du Commonwealth. »
Le rôle spécifique du monarque en tant que roi de Jamaïque, ainsi que son statut de monarque d'autres nations, sont communiqués par la mention séparée de la Jamaïque, mais avec ses « autres royaumes et territoires ». En général, on s'adresse à Charles III en tant que « Sa Majesté le roi de Jamaïque » uniquement lorsqu'il se trouve dans le pays ou qu'il exerce des fonctions au nom de la Jamaïque à l'étranger.

### Financement
La Jamaïque ne verse pas d'argent public au monarque, que ce soit pour ses frais personnels ou pour financer les résidences royales hors du territoire jamaïcain. Ce n'est que lorsque le monarque se trouve en Jamaïque, ou lorsqu'elle représente la Jamaïque à l'étranger, que le gouvernement de la Jamaïque la soutient financièrement dans l'exercice de ses fonctions. Cette règle s'applique également aux autres membres de la famille royale. En revanche, le gouvernement paie les frais liés au gouverneur général, représentant du monarque dans le pays, dans l'exercice des pouvoirs de la Couronne, y compris lorsqu'il effectue un voyage officiel au nom du monarque.

### Succession au trône

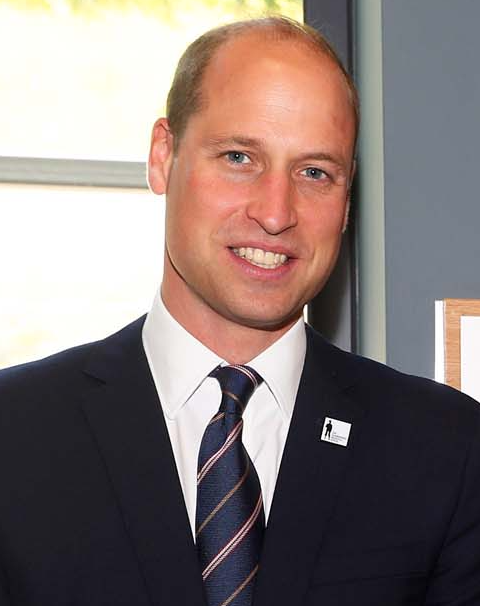
Le prince William, héritier du trône jamaïcain (2021).

La succession se fait par primogéniture absolue. Elle est régie par les dispositions de l'Acte de succession à la Couronne (2013) ainsi que par l'Acte d'Établissement (1701) et par la Déclaration des droits (1689). Cette législation limite la succession aux descendants naturels et légitimes de Sophie de Hanovre, à l'exclusion des catholiques. Bien que ces lois constitutionnelles, telles qu'elles s'appliquent à la Jamaïque, restent sous le contrôle du Parlement britannique, le statut de Westminster dispose que toute modification des règles de succession doit recevoir le consentement unanime des royaumes du Commonwealth. Ainsi, l'ordre de succession au trône de Jamaïque reste identique à celui du Royaume-Uni.
Après le décès ou l'abdication d'un souverain, la coutume veut que l'accession du nouveau monarque soit proclamée publiquement dans le pays par le gouverneur général, bien que l'héritier du souverain lui succède immédiatement et automatiquement, sans qu'il soit nécessaire de le confirmer. Au terme d'une période de deuil appropriée, le souverain est couronné au Royaume-Uni, même si ce rituel n'est pas nécessaire pour qu'il puisse régner. Comme pour les modifications de l'ordre de succession au trône, le monarque n'est pas autorisé à abdiquer unilatéralement : l'abdication requiert un avis favorable de chaque royaume du Commonwealth par le bais d'une loi spéciale votée par son Parlement.
Après son accession au trône, le roi Charles III est officiellement proclamé roi de Jamaïque le 13 septembre 2022, lors d'une cérémonie organisée à King's House, résidence du gouverneur général à Kingston, dans les termes suivants :
« Whereas on the passing of Her Majesty Queen Elizabeth II, and by virtue of the Accession Act of the United Kingdom and the Constitution of Jamaica, His Royal Highness Prince Charles Philip Arthur George has succeeded Her Majesty as the Constitutional Sovereign. I, therefore, Patrick Linton Allen, Governor-General of Jamaica, hereby proclaim that King Charles III is, By the Grace of God, King of Jamaica and of his Other Realms and Territories, Head of the Commonwealth, Defender of the Faith, and wish His Majesty King Charles III good health and longevity in his Reign. Given under my hand and the Broad Seal of Jamaica at King’s House this 13th day of September in the Year of our Lord Two Thousand and Twenty- Two, and the First Year of the Reign of His Majesty King Charles III. God save the King. »
« Considérant qu'au décès de Sa Majesté la reine Élisabeth II, et en vertu de l'Acte d'accession du Royaume-Uni et de la Constitution de la Jamaïque, Son Altesse Royale le prince Charles Philip Arthur George a succédé à Sa Majesté en tant que souverain constitutionnel. En conséquence, moi, Patrick Linton Allen, gouverneur général de la Jamaïque, proclame par la présente que le roi Charles III est, par la grâce de Dieu, roi de la Jamaïque et de ses autres royaumes et territoires, chef du Commonwealth, défenseur de la Foi, et souhaite à Sa Majesté le roi Charles III bonne santé et longévité dans son règne. Donné sous ma signature et le grand sceau de la Jamaïque à King's House ce 13e jour de septembre de l'an de grâce deux mille vingt-deux et de la première année du règne de Sa Majesté le roi Charles III. Dieu sauve le roi. »

## Personnification de l'État
À partir du début du règne jamaïcain de la reine Élisabeth II, en 1962, les symboles royaux de la Jamaïque ont été modifiés, ou de nouveaux symboles ont été créés pour les rendre distinctement jamaïcains, comme l'augmentation de la taille des armoiries royales et la création du drapeau de la reine pour la Jamaïque,. Aujourd'hui, le souverain est considéré comme la personnification — ou la personnalité juridique — de l'État jamaïcain. Par conséquent, l'État est désigné sous le nom de « Sa Majesté le Roi du chef de la Jamaïque » (en anglais : His Majesty the King in Right of Jamaica). À ce titre, le souverain est propriétaire de toutes les terres de l'État (appelées « terres de la Couronne »), de tous les bâtiments et équipements publics (appelés « biens de la Couronne »), de toutes les entreprises d'État (appelées « sociétés de la Couronne »), dispose du droit d'auteur de toutes les publications gouvernementales (appelé « droit d'auteur de la Couronne »), ainsi que de la tutelle de tous les enfants placés (appelés « pupilles de la Couronne »), en sa qualité de souverain, et non en tant qu'individu. Le personnel du gouvernement est également employé par le monarque, tout comme le gouverneur général, les juges, les membres de la Force de défense jamaïcaine, les officiers de police et les parlementaires, qui travaillent tous techniquement pour le monarque. Les nouveaux employés de la Couronne étaient autrefois tenus par la loi de réciter un serment d'allégeance au monarque, en réciprocité avec le serment du monarque lors de son couronnement. À l'exception de celui des sénateurs, les serments d'allégeance ont été modifiés en 2002, supprimant toute mention du souverain.

## Rôle constitutionnel
Le monarque de Jamaïque est théoriquement investie des pouvoirs d'un monarque constitutionnel, mais dans les faits, tous ces pouvoirs sont exercés par le gouverneur général de la Jamaïque, représentant du monarque, qui agit uniquement sur avis du Parlement et du gouvernement. Par conséquent, comme les autres royaumes du Commonwealth, le pays est une monarchie parlementaire basée sur le système de Westminster, dans lequel le chef de l'État joue un rôle purement nominatif. Certains pouvoirs restent néanmoins propres au monarque (par exemple, donner la sanction royale à la nomination du gouverneur général) ou réclament à la fois l'accord du monarque et celui du gouverneur général. En outre, le monarque de Jamaïque n'intervient jamais directement dans les affaires politiques.
Toutes les institutions gouvernementales travaillent sous l'autorité du monarque ; les vastes pouvoirs de la Couronne sont connus communément sous le nom de prérogative royale. L'approbation du Parlement n'est pas requise pour l'exercice de la prérogative royale, et le consentement du souverain doit être obtenu avant que l'une des chambres du Parlement puisse même débattre d'un projet de loi affectant ses prérogatives ou ses intérêts. Si la prérogative royale est étendue, elle n'est pas illimitée ; par exemple, le souverain n'a pas la prérogative d'imposer et de percevoir de nouveaux impôts (une telle action nécessite le vote d'une loi au Parlement). Le gouvernement de la Jamaïque est également formellement appelé le gouvernement de Sa Majesté. En outre, la Constitution stipule que tout changement de position du monarque ou de son représentant en Jamaïque doit être approuvé par une majorité des deux tiers de chacune des chambres du Parlement.

### Pouvoir exécutif (King-in-Council)
Dans le système constitutionnel jamaïcain, l'un des principaux rôles du monarque est de nommer un Premier ministre, qui dirige ensuite le Cabinet et conseille le monarque et le gouverneur général dans l'exercice de leurs pouvoirs exécutifs ; contrairement aux autres royaumes du Commonwealth, où elle relève de la convention, cette exigence est inscrite dans la Constitution de la Jamaïque. Bien que le pouvoir du monarque fasse toujours partie du processus exécutif — le fonctionnement du Cabinet est techniquement connu sous le nom de King-in-Council (ou Queen-in-Council) —, les conseils donnés sont généralement contraignants. En effet, le monarque « règne mais ne gouverne pas ». Cela signifie que le rôle du monarque, et par conséquent celui du gouverneur général, est presque entièrement honorifique. Il agit comme un symbole de l'autorité légale sous laquelle toutes les institutions fonctionnent, tandis que le Cabinet dirige l'utilisation de la prérogative royale, qui comprend le privilège de déclarer la guerre, de maintenir la paix et de diriger les actions de la Force de défense jamaïcaine, ainsi que de convoquer et de proroger le Parlement et de convoquer les élections. Cependant, il est important de noter que la prérogative royale appartient à la Couronne et non au gouvernement même si cela peut parfois sembler être le cas, et que le monarque peut utiliser unilatéralement ces pouvoirs dans des situations exceptionnelles de crise constitutionnelle.
Les membres des diverses agences exécutives et les autres fonctionnaires de la Couronne sont nommés par le souverain. La nomination des conseillers du roi, des sénateurs, du président du Sénat et des juges de la Cour suprême relève également de la prérogative royale, bien que ces fonctions soient spécifiquement attribuées au gouverneur général. Les enquêtes publiques sont également commandées par la Couronne par le biais d'un mandat royal et sont appelées « commissions royales ».

### Pouvoir législatif (King-in-Parliament)
Le souverain est, avec le Sénat et la Chambre des représentants, l'une des trois composantes du Parlement de Jamaïque, appelé King-in-Parliament. L'autorité de la Couronne y est incarnée par la masse de chaque chambre, qui porte une couronne à son sommet. Conformément à la Constitution, le monarque ne participe pas au processus législatif ; le gouverneur général y participe, mais uniquement en accordant la sanction royale. La Constitution stipule que le gouverneur général est seul responsable de la convocation, de la prorogation et de la dissolution du Parlement. La nouvelle session parlementaire est marquée par l'ouverture du Parlement au cours de laquelle le monarque (s'il est présent dans le pays au moment approprié) ou le gouverneur général lit le discours du Trône. Comme ces derniers ne peuvent pas entrer dans la Chambre des représentants, cette cérémonie et l'octroi de la sanction royale ont lieu au Sénat. Les membres du Parlement sont convoqués à ces cérémonies par le messager de la Couronne, l'Huissier du bâton noir, après qu'il a frappé aux portes de la chambre basse qui ont été claquées devant lui, pour symboliser l'exclusion du monarque de l'assemblée.
En Jamaïque, toutes les lois ne sont promulguées qu'avec l'octroi de la sanction royale par le gouverneur général, portant le grand sceau de la Jamaïque. Ainsi, tous les projets de loi commencent par cette phrase : « Qu'il soit promulgué par Sa Très Excellente Majesté le Roi (ou la Reine), sur l'avis et avec le consentement du Sénat et de la Chambre des représentants de la Jamaïque, et par l'autorité de ces derniers, comme suit […] ».

### Pouvoir judiciaire (King-on-the-Bench)
Le monarque est considéré comme la source de la justice et est chargé de rendre la justice pour tous ses sujets. Il est connu dans ce rôle sous le nom : King-on-the-Bench (ou Queen-on-the-Bench). S'il ne statue pas personnellement sur les affaires judiciaires, ses fonctions juridiques sont exercées en son nom par les juges de paix de Sa Majesté. La common law considère que le souverain « ne peut faire aucun mal » ; aussi, le monarque ne peut être poursuivi devant ses propres tribunaux pour des infractions pénales. Les poursuites civiles contre la Couronne en sa qualité publique (c'est-à-dire contre le gouvernement) sont autorisées ; toutefois, les poursuites contre le monarque personnellement ne sont pas recevables. Dans les affaires internationales, en vertu des principes établis du droit international, le monarque de Jamaïque ne peut être poursuivi devant les tribunaux étrangers sans son consentement exprès. Le monarque, et par extension le gouverneur général, dispose également du droit de grâce, et peut gracier les infractions contre la Couronne, que ce soit avant, pendant ou après un procès. En outre, le monarque sert également de symbole de la légitimité des cours de justice et de leur autorité judiciaire. Un portrait du monarque ou les armoiries de la Jamaïque sont toujours affichés dans les salles d'audience jamaïcaines.

## Visites royales

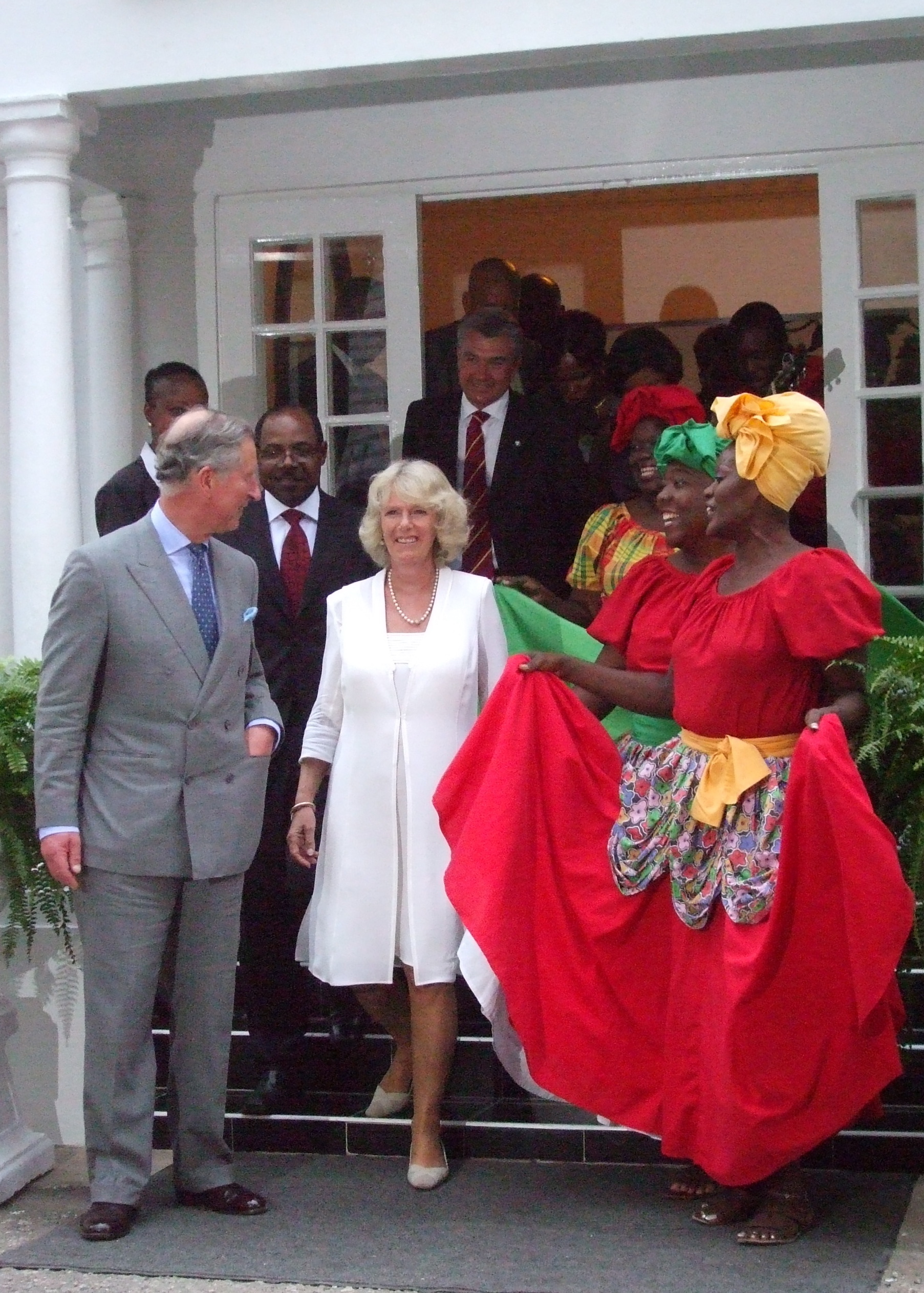
Le prince Charles et son épouse Camilla lors d'une visite en Jamaïque (2008).

La première visite de la reine Élisabeth II en Jamaïque a lieu en novembre 1953.
Lors des célébrations de l'indépendance de la Jamaïque en 1962, la reine Élisabeth II est représentée par sa sœur, la princesse Margaret, qui ouvre la première session du Parlement de Jamaïque au nom de la reine,.
La reine se rend à nouveau en Jamaïque en mars 1966. La même année, le prince Philip, duc d'Édimbourg, accompagné du prince Charles, visite la Jamaïque dans le cadre de sa venue pour l'ouverture des Jeux de l'Empire britannique et du Commonwealth. D'autres visites royales ont lieu en avril 1975, février 1983, mars 1994 et février 2002 (voir infra).

### Tournée du jubilé d'or de 2002
Les premiers engagements officiels de la reine liés à son jubilé d'or ont lieu en Jamaïque. Sa tournée de l'île coïncide également avec les 40 ans de l'indépendance du pays. La reine et le duc d'Édimbourg arrivent sur place le 18 février 2002. Elle est d'abord accueillie à Montego Bay, puis elle se rend à Kingston et séjourne dans la résidence du Premier ministre de la Jamaïque, Jamaica House.
La reine et le duc d'Édimbourg sont « accueillis avec enthousiasme » par les Jamaïcains, d'après la BBC, et des grandes foules se pressent pour la voir. La reine est reçue à King's House, résidence du gouverneur général, rencontre des vétérans jamaïcains de la Première Guerre mondiale, s'adresse au Parlement et visite le quartier défavorisé de Trenchtown, où sont menés des projets de lutte contre la pauvreté. La tournée se termine néanmoins sur une fausse note lorsque, lors du dîner officiel à King's House, une panne d'électricité plonge la résidence du gouverneur général dans le noir pendant le repas ; Élisabeth II qualifie cet événement de « mémorable ».

### Tournée du jubilé de diamant de 2012
Le prince Harry effectue une tournée en Jamaïque du 5 au 8 mars 2012,, participant à divers événements marquant le jubilé de diamant de la reine. La Jamaïque célèbre dans le même temps le 50e anniversaire de son indépendance. Durant sa tournée, le prince participe à des exercices militaires avec la Force de défense jamaïcaine, visite l'hôpital pour enfants Bustamante et, dans la paroisse de Trelawny, il visite Water Square, Falmouth Pier et l'église baptiste William-Knibb. Le prince participe à un événement pour l'organisation caritative Rise Life et court avec Usain Bolt sur le terrain d'entraînement de l'université des Indes occidentales, à Mona. Il est également nommé membre honoraire de l'université. Une réception est donnée au Royal Caribbean Hotel à Montego Bay et le gouverneur général de la Jamaïque, Sir Patrick Allen, organise un dîner à King's House pour célébrer à la fois le jubilé de diamant et le 50 ans de l'indépendance de la Jamaïque. En juin 2012, le gouverneur général et son épouse se rendent à Londres pour participer aux célébrations du jubilé de diamant de la reine et une réception est organisée par le haut-commissaire de la Jamaïque au Royaume-Uni.

### Tournée du jubilé de platine de 2022
À l'occasion des 70 ans de règne d'Élisabeth II, le duc et la duchesse de Cambridge effectuent en 2022 une tournée royale dans les Caraïbes. Ils arrivent en Jamaïque le 22 mars pour une visite de deux jours. Le couple rencontre notamment l'équipe jamaïcaine de football et visite la maison natale de Bob Marley. Lors de son entrevue avec le gouverneur général de la Jamaïque Sir Patrick Allen, le prince William remet à Lady Patricia Allen la médaille du jubilé de platine. La visite officielle du couple princier est toutefois perturbée par des manifestations hostiles à la monarchie, réclamant des excuses publiques de la famille royale pour le commerce des esclaves entre l'Afrique et l'Amérique. Lors du dîner officiel organisé à la résidence du gouverneur général, le prince exprime sa « profonde tristesse », estimant que « cela n'aurait jamais dû se produire ».

## Opinion publique
Un sondage réalisé en 2002 montre que 57 % des Jamaïcains estiment que la visite de la reine en Jamaïque dans le cadre de sa tournée du jubilé d'or est importante.

## Liste des monarques jamaïcains
| No | Portrait     | Nom                                             | Début de règne   | Fin de règne     |
| -- | ------------ | ----------------------------------------------- | ---------------- | ---------------- |
| 1  | Élisabeth II | Élisabeth II (21 avril 1926 – 8 septembre 2022) | 6 août 1962      | 8 septembre 2022 |
| 2  | Charles III  | Charles III (né le 14 novembre 1948)            | 8 septembre 2022 | En cours         |

## Étendard royal de la Jamaïque
Avant son décès, la reine Élisabeth II possédait un drapeau personnel en sa qualité de reine de Jamaïque. Il a été utilisé pour la première fois lors de sa visite en Jamaïque en 1966, dans le cadre de sa tournée des Caraïbes. Le drapeau est blanc et porte une croix de saint Georges rouge. Un ananas doré est superposé à chaque bras de la croix. Un disque bleu portant le monogramme royal est placé au centre de la croix. Le disque est repris du drapeau personnel de la reine.

Étendard d'Élisabeth II en tant que reine de Jamaïque.

## Républicanisme et projet d'abolition de la monarchie
Des membres des deux principaux partis politiques jamaïcains ont exprimé leur soutien à l'idée de faire de la Jamaïque une république. En septembre 2003, le Premier ministre de l'époque, Percival James Patterson, appelle à l'abolition de la monarchie d'ici 2007. Bruce Golding, alors chef du Parti travailliste de Jamaïque, s'engage également à modifier la Constitution si son parti arrive au pouvoir, afin de remplacer la reine par un président élu.

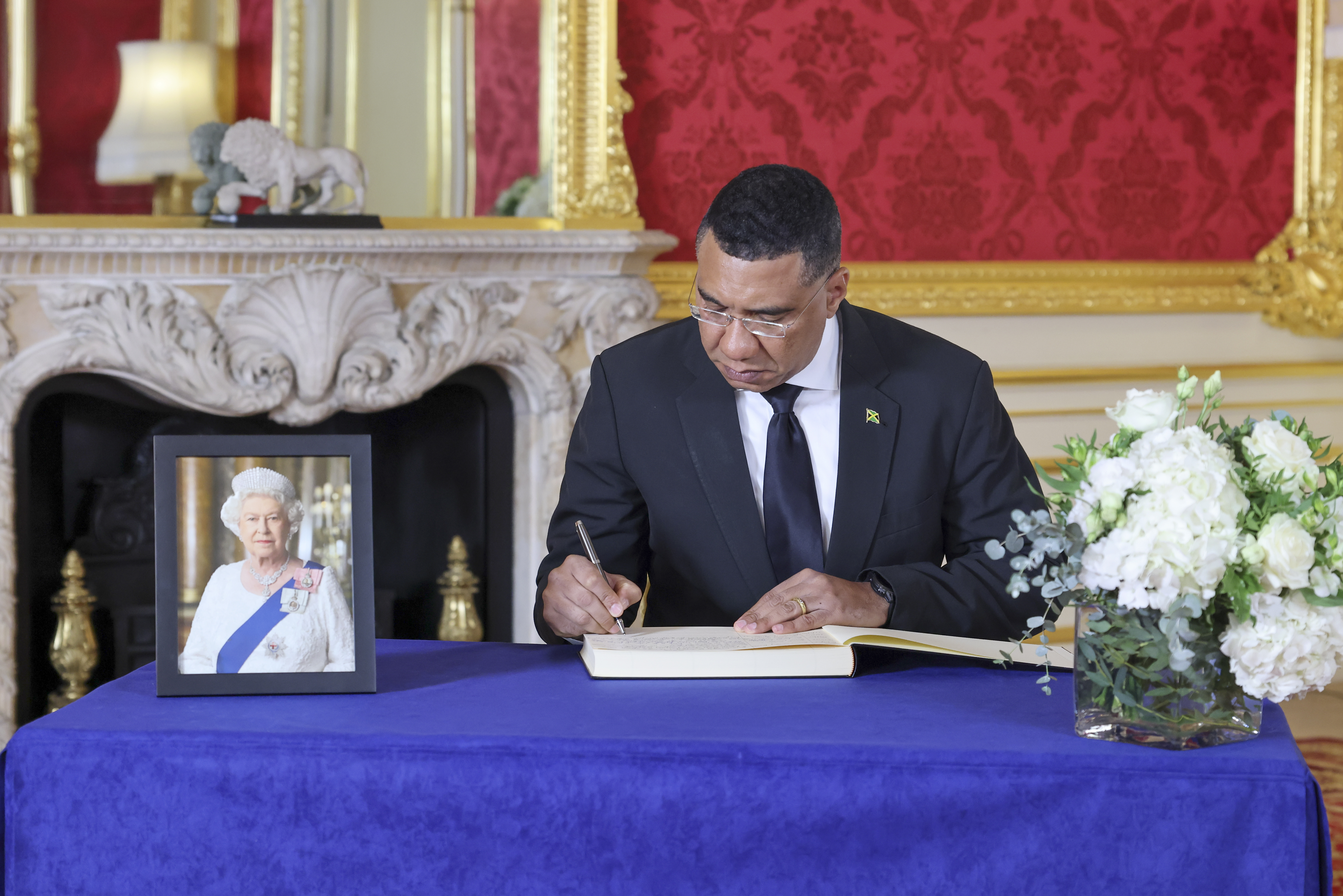
Le Premier ministre de la Jamaïque Andrew Holness signant à Lancaster House le livre de condoléances après la mort de la reine Élisabeth II (2022).

Portia Simpson-Miller exprime son intention de faire du pays une république pour coïncider avec le 50e anniversaire de l'indépendance de la Jamaïque, le 6 août 2012, mais elle ne donne pas suite à cette proposition, qui nécessite le soutien des deux tiers des deux chambres du Parlement pour être adoptée ; le Parti national du peuple dispose alors d'une majorité des deux tiers à la Chambre des représentants mais il lui manque un siège au Sénat, nécessitant le soutien d'au moins un sénateur issu du Parti travailliste, dans l'opposition, pour que la révision constitutionnelle soit approuvée. Le Premier ministre Andrew Holness, qui a succédé à Portia Simpson-Miller en 2016, a annoncé que son gouvernement allait modifier la Constitution pour faire du pays une république. Plus précisément, le gouvernement s'est engagé à introduire un amendement constitutionnel pour « remplacer Sa Majesté la reine par un président non exécutif comme chef d'État ».
Pendant la campagne des élections législatives de 2020, le Parti national du peuple promet d'organiser un référendum sur le passage à une république s'il remporte le scrutin. Un sondage indique alors que 55 % des Jamaïcains souhaitent ce changement. Le Parti travailliste, qui a promis en 2016 une révision constitutionnelle mais ne l'a pas réalisée, est finalement réélu. Deux ans plus tard, le gouvernement annonce son intention de mener le pays vers une république avant les prochaines élections de 2025. Un projet de révision constitutionnelle est ainsi présenté au Parlement jamaïcain en décembre 2024,,.